# Wolfgang Kohlhaase
Wolfgang Kohlhaase (ur. 13 marca 1931 w Berlinie, zm. 5 października 2022 tamże) – niemiecki pisarz, scenarzysta i reżyser filmowy. Czołowy scenarzysta kina Niemieckiej Republiki Demokratycznej, pracujący z powodzeniem również po zjednoczeniu Niemiec.

## Życiorys
Całe życie mieszkał w Berlinie, po zbudowaniu muru - we wschodniej części miasta, należącej do NRD. W 1950 rozpoczął pracę we wschodnioniemieckiej wytwórni filmów fabularnych DEFA, gdzie został asystentem dramaturga, a wkrótce sam zaczął pisać scenariusze filmowe.
Zainspirowany osiągnięciami włoskiego neorealizmu, Kohlhaase przeniósł jego założenia w realia kina NRD. Ukazując prawdziwe życie za żelazną kurtyną, tworzył niejednokrotnie jedne z wybitniejszych filmów wschodnioniemieckich, jak kultowy portret zbuntowanych nastolatków w Berlin - Ecke Schönhauser (1957) czy kasowy przebój muzyczny Solo Sunny (1980), współreżyserowany przez samego Kohlhaase.
W czasie swojej trwającej ponad 60 lat kariery scenariopisarskiej współpracował z takimi reżyserami jak Gerhard Klein, Konrad Wolf, Frank Beyer, Bernhard Wicki, Volker Schlöndorff czy Andreas Dresen.
Zachodnie rynki wydawnicze otworzył przed nim tom opowiadań Sylwester z Balzakiem (1977). Cieszył się on sporym uznaniem i przełożony został na wiele języków. Autor współpracował z radiem, pisał słuchowiska, m.in. w 1969 wspólnie z Ritą Zimmer napisali Rybkę we czworo, rok później adaptowaną dla teatru, potem dla telewizji.
Laureat Honorowego Złotego Niedźwiedzia na 60. MFF w Berlinie w 2010. Dużo wcześniej, na 35. Berlinale w 1985, zasiadał również w jury konkursu głównego.

## Autor książek
- Erfindung einer Sprache und andere Erzählungen z posłowiem Andreasa Dresena, Verlag Klaus Wagenbach, Berlin 2021, ISBN 978-3-8031-3335-9.

## Scenarzysta filmowy
- 1953: Mąciwody z VIIb (Die Störenfriede), reż. Wolfgang Schleif
- 1954: Alarm w cyrku (Alarm im Zirkus), reż. Gerhard Klein
- 1956: Berliński romans (Eine Berliner Romanze), reż. Gerhard Klein
- 1957: Berlin - Ecke Schönhauser, reż. Gerhard Klein
- 1960: Milcząca gwiazda (Der schweigende Stern), reż. Kurt Maetzig
- 1961: Tu radio Gliwice (Der Fall Gleiwitz), reż. Gerhard Klein
- 1963: Sonntagsfahrer, reż. Gerhard Klein
- 1965: Berlin um die Ecke, reż. Gerhard Klein
- 1968: Miałem 19 lat (Ich war neunzehn), reż. Konrad Wolf
- 1972: Morderca samotnych kobiet (Leichensache Zernik), reż. Gerhard Klein i Helmut Nitzschke
- 1974: Nagi mężczyzna na stadionie (Der nackte Mann auf dem Sportplatz), reż. Konrad Wolf
- 1974: Mamo, ja żyję! (Mama, ich lebe), reż. Konrad Wolf
- 1978: Der Übergang, reż. Orlando Lübbert
- 1978: Zünd an, es kommt die Feuerwehr, reż. Rainer Simon
- 1980: Solo Sunny, reż. Konrad Wolf i Wolfgang Kohlhaase
- 1983: Pobyt (Der Aufenthalt), reż. Frank Beyer
- 1985: Die Grünstein-Variante, reż. Bernhard Wicki
- 1989: Der Bruch, reż. Frank Beyer
- 1991: Begräbnis einer Gräfin, reż. Heiner Carow
- 1993: Inge, April und Mai, reż. Gabriele Denecke i Wolfgang Kohlhaase
- 1997: Kapitan z Köpenick (Der Hauptmann von Köpenick), reż. Frank Beyer - film telewizyjny
- 2000: Legenda Rity (Die Stille nach dem Schuß), reż. Volker Schlöndorff
- 2002: Baby, reż. Philipp Stölzl
- 2005: Lato w Berlinie (Sommer vorm Balkon), reż. Andreas Dresen
- 2009: Whisky z wódką (Whisky mit Wodka), reż. Andreas Dresen
- 2011: I Phone You, reż. Dan Tang
- 2015: W rytmie marzeń (Als wir träumten), reż. Andreas Dresen
- 2017: W czasach, gdy ubywało światła (In Zeiten des abnehmenden Lichts), reż. Matti Geschonneck[8][9]